# Штайнбауэр, Вальтер
Вальтер Штайнбауэр (нем. Walter Steinbauer, 20 января 1945, Диссен-ам-Тойтобургер-Вальд, Нижняя Саксония — 28 мая 1991) — западно-германский бобслеист, выступавший за сборную ФРГ в 1970-е годы. Бронзовый призёр зимних Олимпийских игр 1972 года в Саппоро, чемпион мира и Европы.

## Биография
Вальтер Штайнбауэр родился 20 января 1945 года в коммуне Диссен-ам-Тойтобургер-Вальд, земля Нижняя Саксония. С ранних лет полюбил спорт, позже увлёкся бобслеем и, пройдя отбор в национальную команду ФРГ, в качестве разгоняющего начал выступать на крупнейших международных соревнованиях, при этом его пилотом практически на всю карьеру стал Вольфганг Циммерер. Победы не заставили себя долго ждать, и уже в 1968 году их команда заняла первое место национального первенства. На чемпионате мира 1969 года в американском Лейк-Плэсиде в четвёрке они взяли золото, годом спустя в швейцарском Санкт-Морице завоевали серебро, кроме того, заслужили звание чемпионов Европы. 
Показав неплохие результаты, они удостоились права защищать честь страны на Олимпийских играх 1972 года в Саппоро, где в составе команды, куда также вошли разгоняющие Петер Уцшнайдер и Штефан Гайсрайтер, финишировали на третьей призовой позиции, благодаря чему получили бронзовые медали.
Штайнбауэр продолжал соревноваться на высоком уровне вплоть до конца 1970-х годов, но в силу высокой конкуренции уже не попадал на Олимпийские игры, поэтому, несмотря на статус чемпиона ФРГ 1975 года, принял решение завершить карьеру профессионального спортсмена, уступив место молодым западно-германским бобслеистам. Умер 28 мая 1991 года.